# La Tinta del Calamar Ediciones
La Tinta del Calamar Ediciones fue una editorial madrileña que estuvo en activo entre 2007 y 2010.

## Historia
Nació en 2007 con un objetivo pedagógico gracias a la colaboración entre la editorial Edelvives y el Máster de Edición UAM. Fue reconvertida en Libros de la ballena en 2011 al terminar esta colaboración.
La presentación de novedades de su catálogo en la Feria del libro de Madrid en 2009 llamó la atención de los medios de comunicación. El cocinero Firo Vázquez creó una portada comestible para uno de los libros y se repartieron tarjetas de visita personalizadas comestibles. También se fabricó un mural hecho de oblea de pan en el que los asistentes escribieron con tinta de calamar y que fue degustada a continuación.

## Catálogo
Su catálogo se compone de novelas de aventuras en dominio público.
| Título                                                                | Autor                        | Año de publicación |
| --------------------------------------------------------------------- | ---------------------------- | ------------------ |
| Discurso sobre mi vida                                                | Alonso de Contreras          | 2007               |
| Infortunios de Alonso Ramírez                                         | Carlos Sigüenza y Góngora    | 2007               |
| La novia del hereje                                                   | Vicente Fidel López          | 2007               |
| Los piratas de Cartagena                                              | Soledad Acosta de Samper     | 2007               |
| Un viaje infernal                                                     | Eduardo Gutiérrez            | 2008               |
| La niña de los embustes, Teresa de Manzanares                         | Alonso de Castillo Solórzano | 2008               |
| Un solo de quena                                                      | Juana Manuela Gorriti        | 2008               |
| Relato de un cautivo                                                  | Jerónimo de Pasamonte        | 2008               |
| El poder de las tinieblas. Las primeras aventuras del Rey Misterio    | Gaston Leroux                | 2009               |
| Historia de un hombre del pueblo                                      | Erckmann-Chatrian            | 2009               |
| La herencia de los Corston                                            | Frederick Marryat            | 2009               |
| Los idilios del Rey y otros relatos                                   | Alfred Tennyson              | 2009               |
| R. I. P. Antología del cuento latinoamericano de terror del siglo XIX | VV. AA.                      | 2010               |
| La máscara infame. Actas de la inquisición a Eleno de Céspedes        | Eleno de Céspedes            | 2010               |
| Bibi, preso 3216                                                      | Gaston Leroux                | 2010               |
| Destino Five Towns                                                    | Arnold Bennett               | 2010               |
| Xyz, una novela grotesca                                              | Clemente Palma               | 2010               |